# Cô gái mở đường
"Cô gái mở đường" (tựa tiếng Anh: The Girls who Opened the Road) là một ca khúc thuộc thể loại nhạc đỏ sáng tác năm 1966 của nhạc sĩ Xuân Giao. Bài hát gợi nhớ đến những nữ chiến sĩ thanh niên xung phong trong công cuộc khai phá mặt đường tại dãy Trường Sơn trong chiến tranh Việt Nam.

## Hoàn cảnh sáng tác
"Cô gái mở đường" được viết vào năm 1966 sau khi Xuân Giao đã trải qua một thời gian hành quân trên đường Trường Sơn. Ca khúc nằm trong phong trào "Tiếng hát át tiếng bom" của nhiều địa phương tại Việt Nam khởi xướng. Nội dung của ca khúc dựa trên hình ảnh những cô gái Ngã ba Đồng Lộc nói riêng và những nữ thanh niên xung phong nói chung thực hiện nhiệm cho quân đội Việt Nam hành quân qua dãy Trường Sơn.
Về mặt nội dung, "Cô gái mở đường" nói lên "phẩm chất anh hùng", "bình dị" của những nữ thanh niên xung phong người Việt Nam khi đang ở trên chiến trường ngày ngày đối mặt với cái chết nguy hiểm cận kề. Thông qua lời bài hát, các cô gái này có nhiệm vụ chủ yếu là xây dựng, bảo vệ các cung đường vận tải chiến lược, bắc cầu, rà phá bom mìn, tải đạn, tải lương, tải thương.

## Cấu trúc
"Cô gái mở đường" được chia thành hình thức 3 đoạn đơn A-B-C với đoạn A gồm 2 câu ngắt ở bậc 7 của giọng Mi thứ để bắt đầu vào âm chủ ở đoạn B. Đoạn B cũng gồm 2 câu nhạc nhưng dừng ở âm chủ. Đoạn C gồm 2 câu nhạc nhưng âm hình tiết tấu tăng cường nhiều luyến láy và câu 2 được mở rộng thêm một tiết nhạc và chuyển về một coda nhỏ kết thúc toàn bài với nốt sol cao trào trước khi trở về âm chủ.

## Đón nhận và di sản
"Cô gái mở đường" thường xuyên được biểu diễn trong những ngày lễ và chương trình sự kiện tưởng niệm những nữ thanh niên xung phong hy sinh trong cuộc chiến tranh Việt Nam như một sự "ca ngợi công lao" của họ. Theo đó, bài hát còn trở thành "tinh thần" của một giai đoạn, một vùng đất của Việt Nam.

## Sự việc có liên quan
Trong một chương trình phát sóng tối ngày 6 tháng 11 năm 2021, nữ ca sĩ Han Sara bị khán giả chỉ trích khi trình diễn ca khúc "Cô gái mở đường", cô sử dụng một số đoạn trong bài hát nhạc sĩ Xuân Giao và phối lại trên nền nhạc EDM. Cô còn thay đổi cả phần lời và thêm rap cùng với trang phục trình diễn bị cho là phong cách "nhạy cảm, sexy". Ngay sau đó, Han Sara cùng ê kíp chương trình đã lên tiếng xin lỗi và cho biết sẽ tháo gỡ tất cả dữ liệu của tiết mục. Trước đó, phần trình diễn của Han Sara khi phát sóng trên VTV đã bị cắt bỏ một số phần. Tuy vậy, phần trình diễn của ca sĩ Hậu Hoàng trên nền nhạc hip hop lại được khen ngợi.